# Corriente de polarización

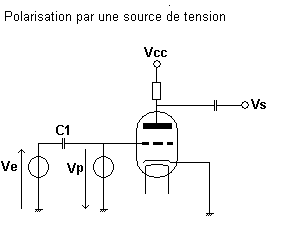

Corriente de polarización, llamada también señal de bias o, simplemente, bias. Se trata de una señal no audible que induce el magnetismo en la zona lineal de la curva de histéresis.
Sin la señal de bias, el material sobre el que se ha magnetizado contaría con menor remanencia magnética. La remanencia magnética es la capacidad de un material para retener el magnetismo que se le ha sido inducido.
- Datos: Q719550